# Корытище (Сумская область)
Корытище (укр. Коритище) — село,
Томашовский сельский совет,
Недригайловский район,
Сумская область,
Украина.
Код КОАТУУ — 5923586204. Население по переписи 2001 года составляло 186 человек .

## Географическое положение
Село Корытище находится в 3-5 км от рек Сула, Хмелевка и Бишкинь.
На расстоянии до 1,5 км расположены сёла Закроевщина, Бессарабка (Роменский район) и Вощилиха (Роменский район).
К селу примыкают лесные массивы.